# Hotel Mercure Toruń Centrum
Hotel Mercure Toruń Centrum – hotel w Toruniu, znajdujący się przy ul. Kraszewskiego 1/3.
Początkowo hotel nosił nazwę Helios. Jego właścicielem był Orbis. Budowę hotelu rozpoczęto w 1969 roku. Został oddany do użytku w 1972 roku, w ramach przypadającego rok później Roku Kopernikańskiego. Od 1 kwietnia 2003 roku działa pod marką Mercure, należącą do francuskiego konsorcjum Accor. W grudniu 2008 roku hotel otrzymał cztery gwiazdki. W 2017 roku Orbis sprzedał hotel bydgoskiej spółce Cube.
Hotel składa się z pięciu apartamentów oraz 105 pokoi jedno- i dwuosobowych. Na parterze mieści się sala restauracyjna oraz bankietowa na 160 miejsc, a na pierwszym piętrze sala konferencyjna o powierzchni 3155 m².